# 適馬 17-70mm 鏡頭
適馬 17-70mm 鏡頭是一系列由適馬生產的標準變焦鏡頭，为标有“HSM”的镜头，表示含有超声波马达，有以下型號：
- Sigma 17-70mm F2.8-4 DC MACRO OS HSM

鏡頭具為微距功能，放大倍率為1:2.7，並有OS防手震功能。
當17-70mm鏡頭用於尼康數位單眼相機時，其等效於全幅機身的25.5-105mm視角（乘以系數1.5）。當用於佳能數碼EOS系列的APS-C幅面機身時，其等效於全幅機身上的27.2-112mm視角（乘以系數1.6）。當用於APS-H幅面機身時，其等效於全幅機身的22.1-91mm視角（乘以系數1.3）。

## 外部連結
- Sigma 17-70mm F2.8-4 DC MACRO OS HSM